# 귀삼수
귀삼수는 귀의 수상전에서, 상대방 돌의 수수를 셋으로 줄여 잡는 기법 또는 그 형태를 뜻한다.